# 281 Lucretia
281 Lucretia је астероид главног астероидног појаса са пречником од приближно 11,76 km.
Афел астероида је на удаљености од 2,476 астрономских јединица (АЈ) од Сунца, а перихел на 1,898 АЈ.
Ексцентрицитет орбите износи 0,132, инклинација (нагиб) орбите у односу на раван еклиптике 5,304 степени, а орбитални период износи 1181,933 дана (3,235 године).
Апсолутна магнитуда астероида је 12,02 а геометријски албедо 0,198.
Астероид је откривен 31. октобра 1888. године.